# Roberto Cavallo
Pour les articles homonymes, voir Cavallo.
Roberto Cavallo De Robertis (né le 28 avril 1967 à Caracas au Venezuela) est un joueur de football international vénézuélien, qui évoluait au poste de défenseur et de milieu de terrain.

## Biographie

### Carrière en sélection
Avec l'équipe du Venezuela, il joue 12 matchs (pour aucun but inscrit) entre 1989 et 1991[réf. nécessaire]. 
Il figure dans le groupe des sélectionnés lors des Copa América de 1989 et de 1991.
Il joue également 4 matchs comptant pour les tours préliminaires de la coupe du monde 1990, deux face au Brésil et deux face au Chili.

## Palmarès
Caracas FC
- Championnat du Venezuela (1) :
  - Vainqueur : 1991-92.